# 31 Comae Berenices
31 Comae Berenices, som är stjärnans Flamsteed-betetckning, eller LS Comae Berenices, är en roterande variabel av FK Comae Berenices-typ (FKCOM) i stjärnbilden Berenikes hår. Den har en genomsnittlig skenbar magnitud på ca 4,92 och är synlig för blotta ögat där ljusföroreningar ej förekommer. Baserat på parallaxmätning inom Hipparcosuppdraget på ca 11,5 mas, beräknas den befinna sig på ett avstånd på ca 284 ljusår (ca 87 parsek) från solen. Den befinner sig för närvarande i Hertzsprungklyftan och dess yttre atmosfär har just påbörjat konvektion. 31 Comae Berenices är den norra galaktiska polstjärnan och går ibland under det informella benämningen Polaris Galacticum Borealis, myntat av Jim Kaler.

## Egenskaper
31 Comae Berenices är en gul jättestjärna av spektralklass G0 III.  Den har en radie som är ca 8,9 gånger större än solens och utsänder ca 74 gånger mera energi än solen från dess fotosfär vid en effektiv temperatur på ca 5 700 K.
31 Comae Berenices varierar mellan visuell magnitud +4,87 och 4,97 utan någon fastställd periodicitet. Den har en snabb rotation och har stora stjärnfläcker på dess yta. År 1989 angavs den som spektral standard för klassen G0 IIIp.